# Arg (Kabul)

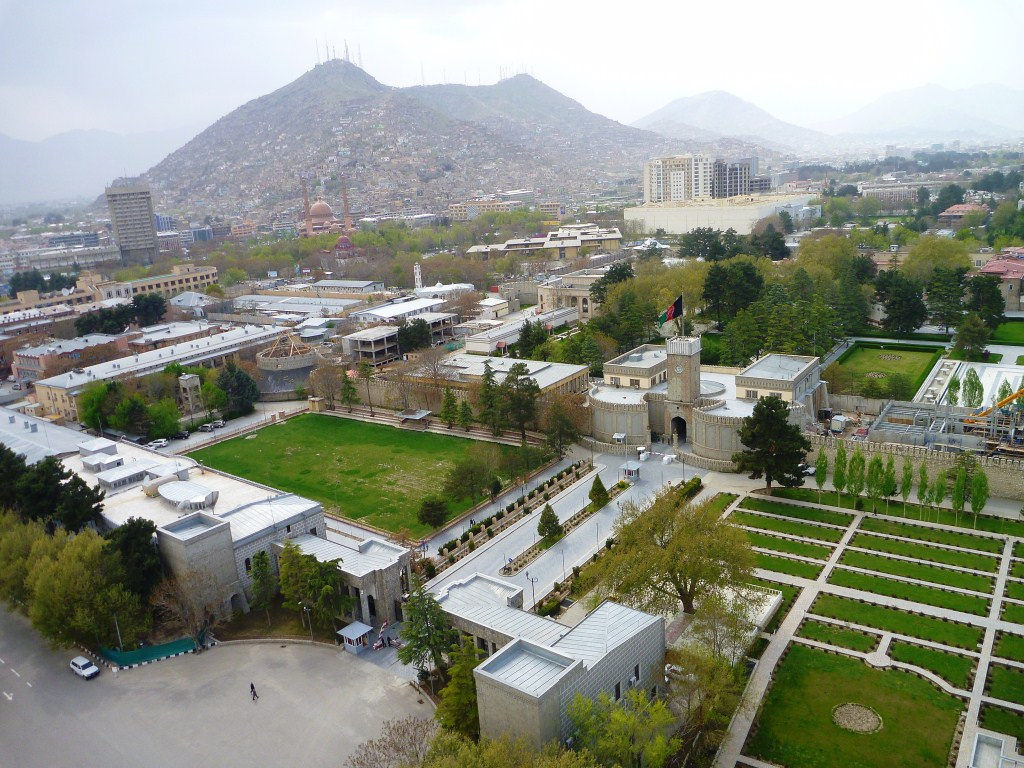
Blick auf den Präsidentenpalast, in der Bildmitte das Haupttor mit Turm

Der Arg (Paschto : ارګ; Dari: ارگ; Bedeutung: „Zitadelle“) ist der afghanische Präsidentenpalast in Kabul. Er befindet sich im wohlhabenden Wazir-Akbar-Khan-Viertel. Nachdem das Fort Bala Hissar zerstört worden war, wurde das Gebäude 1880 von britisch-indischen Truppen errichtet. Es wurde von vielen Königen und Präsidenten genutzt.

## Ursprung
Die Bauarbeiten begannen 1880, als Emir Abdur Rahman Khan König wurde. Es wurde ein Schloss mit einem wassergefüllten Graben ringsherum entworfen. Der Emir nannte es Arg-e Schahi (Zitadelle des Königs). Die Zitadelle umfasste unter anderem eine Residenz für die königliche Familie, Kasernen und die Staatskasse. Früher diente das Bala Hissar als die Zitadelle oder das Hauptquartier der Emire, bis es von den britisch-indischen Truppen während des zweiten Anglo-Afghanischen Krieges zerstört wurde. Unter den verschiedenen Herrschern wurde der Arg vielen Modifikationen und Revitalisierungen unterzogen.
Der Arg besteht heute aus folgenden Räumen:
- Der Gul-Khana-Raum, der als das  Büro für den Präsidenten und das Protokollbüro des Präsidenten dient.
- Das Büros des Generalstabschefs des Präsidenten.
- Das Gebäude des nationalen Sicherheitsberaters und die Büros des Sprechers des Präsidenten.
- Büros für die afghanischen nationalen Sicherheitskräfte (ANSF).
- Verschiedene Räume für den Empfang von Delegationen oder für große Meetings.